# Палладино, Эрик
Э́рик Паллади́но (англ. Erik Palladino; род. 10 мая 1968, Йонкерс, штат Нью-Йорк, США) — американский актёр, продюсер, сценарист.

## Биография
Эрик родился 10 мая 1968 году в городе Йонкерс. Был младшим из трёх сыновей Петра и Куини Палладино. Его отец — итальянец, мать — армянка. Он учился и окончил Marymount Manhattan College в Нью-Йорке. Он был большим поклонником Bon Jovi. У него были длинные волосы. Он также является певцом рок-группы Hearing Red. Женился в августе 2005 года на Джейми Ли. Один ребёнок. Эрик — американец армяно-итальянского происхождения.

## Фильмография
| Год  |   | Русское название                    | Оригинальное название                      | Роль                                |
| ---- | - | ----------------------------------- | ------------------------------------------ | ----------------------------------- |
| 1988 | с | Мерфи Браун                         | Murphy Brown                               | Дэнни                               |
| 1994 | с | Нас пятеро                          | Party of Five                              | Клиент                              |
| 1999 | с | Скорая помощь                       | Emergency Room                             | Доктор Дейв Малуччи                 |
| 1996 | ф | Hollywood Boulevard                 | Hollywood Boulevard                        | Симус                               |
| 1998 | ф | Не могу дождаться                   | Can't Hardly Wait                          | Кузен Рон                           |
| 1998 | ф | The Week That Girl Died             | The Week That Girl Died                    | Винни                               |
| 1999 | ф | Поехать и убить                     | Road Kill                                  | Алекс                               |
| 1999 | с | Справедливая Эми                    | Judging Amy                                | Энтони Cangiano                     |
| 1999 | с | Закон и порядок: Специальный корпус | Law & Order: Special Victims Unit          | Детектив Дэйв Duethorn              |
| 1999 | ф | Этот космос между нами              | This Space Between Us                      | Jesse Fleer                         |
| 2000 | ф | Ю-571                               | U-571                                      | Моряка Энтони Маццола               |
| 2000 | с | C.S.I.: Место преступления          | CSI: Crime Scene Investigation             | Dan Nobler                          |
| 2001 | с | Рокеры                              | Strange Frequency                          | Buck                                |
| 2001 | ф | Вознаграждение нашедшему            | Finder's Fee                               | Теппер                              |
| 2001 | с | Расследование Джордан               | Crossing Jordan                            | Агент Гропиус                       |
| 2002 | ф | Романтическое преступление          | Life Without Dick                          | Tony the Tuner Morett               |
| 2002 | с | Клава, давай!                       | Less Than Perfect                          | Майк Abrejo                         |
| 2003 | ф | Justice (фильм, 2003)               | Justice                                    | Дрю Pettite                         |
| 2003 | ф | Последние дни                       | Latter Days                                | Кейт Гриффин                        |
| 2003 | с | Морская полиция: Спецотдел          | NCIS: Naval Criminal Investigative Service | Морской штаб-сержант Даниэль Крайер |